# ノースイースト島 (南沙諸島)

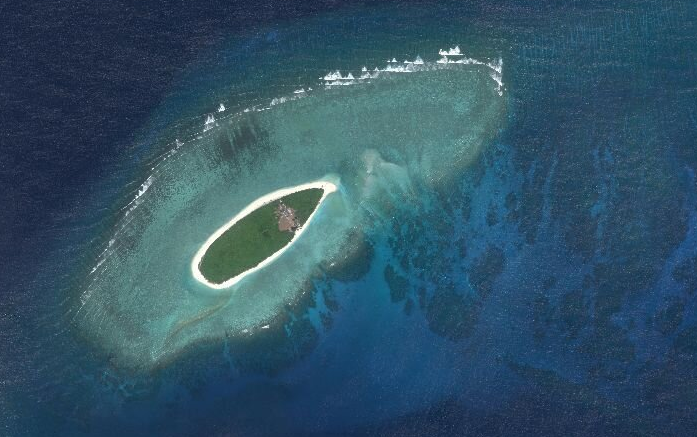
ノースイースト島

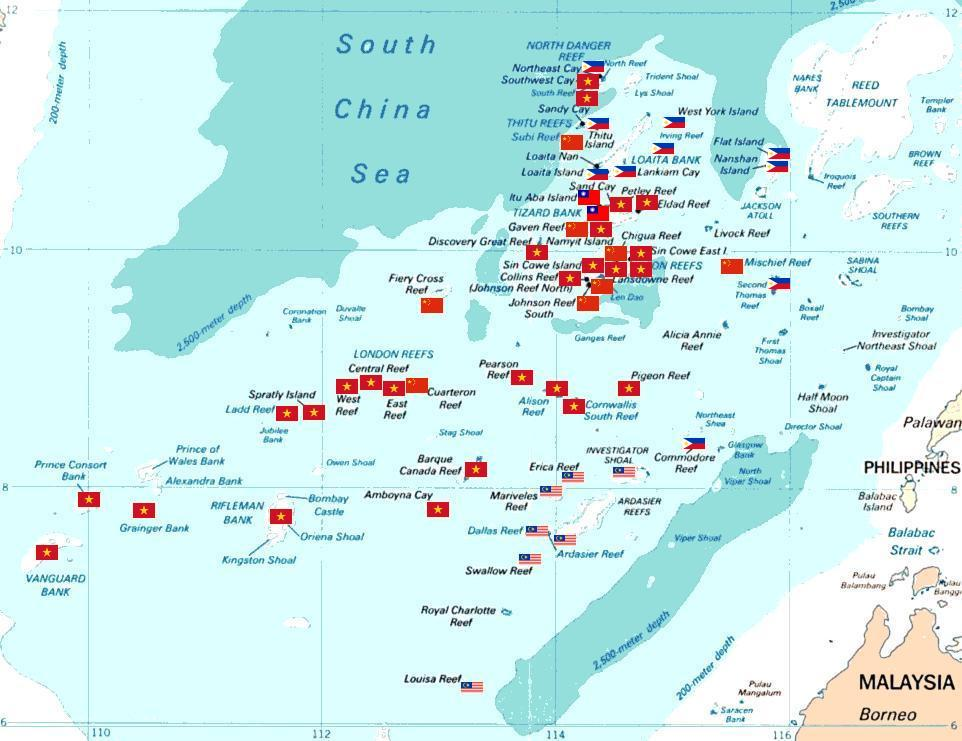
南沙諸島の実効支配状況

ノースイースト島（ノースイーストとう、英語: Northeast Cay、タガログ語: Parola、ベトナム語：Song Tử Đông / 雙子東、中国語: 北子岛）は、南沙諸島の島である。

## 地理
南沙諸島の最北部のノースデンジャー堆（英語: North Danger Reef、中国語: 双子群礁）に位置し、面積0.14平方キロメートル。サウスウエスト島と対をなしており、第二次世界大戦までの日本が領有していた時期には北二子島と呼ばれていた。

## 領有
現在はフィリピンが実効支配している。対をなすサウスウエスト島もかつてはフィリピンが実効支配していたが、1975年以降はベトナムが実効支配しており、両国はそれぞれの島に軍を駐留させて対峙してきた。しかし、中国との領有権争いの激化に伴い、2014年6月8日にはノースイースト島のフィリピン軍がサウスウエスト島のベトナム軍を訪問しスポーツ等で交流を行っている。
ベトナム、フィリピン以外では、中華人民共和国、中華民国（台湾）も主権を主張している。